# فأر متغاير نيلسوني
فأر متغاير نيلسوني (الاسم العلمي: Heteromys nelsoni) (بالإنجليزية: Nelson's spiny pocket mouse)‏ هو نوع من الحيوانات يتبع جنس الفأر المتغاير من فصيلة الفئران المتغايرة.